# Nikos Manoussis
Nikos (Nikolaus) Manoussis (* 12. August 1923 in Istanbul) ist ein griechischer Grafiker und Übersetzer.

## Leben und Werk
Manoussis kam aus einer wohlhabenden griechischen Familie, die ihn 1950 zum Studium nach Deutschland schickte. Er entschied sich bewusst für die DDR und ging nach Dresden. Von 1953 bis 1956 studierte er bei Lea Grundig an der Hochschule für Bildende Künste in Dresden. Danach arbeitete er in Dresden als freischaffender Künstler, wobei er vor allem Holzschnitte schuf. Lea Grundig schrieb dazu 1957: „Diese Holzschnitte enthalten keine rätselhafte Problematik … sondern zeigen direkt und klar, eindeutig und parteilich den Kampf, den das griechische Volk gegen seine Unterdrücker führt.“
1957 erhielt Manoussis auf der internationalen Ausstellung der Weltfestspiele in Moskau eine Silbermedaille.
Manoussis illustrierte auch mehrere Kinderbücher und Bücher mit griechenlandspezifischer Thematik. Er übersetzte griechische Literatur ins Deutsche, u. a. Romane der linken Schriftsteller Menelaos Loundemis, Elli Alexiou und Themos Kornaros (1907–1970).
Manoussis war Mitglied des Verbands Bildender Künstler der DDR und gehörte dem Dresdner Künstleraktiv 1957 an, einer Ausstellungsgruppe namhafter Künstlerinnen und Künstler, u. a. Hans und Lea Grundig und Eva Schulze-Knabe, die sich mit dem Ziel des Kampfes gegen den Faschismus zusammengeschlossen hatten.
Von 1957 bis 1958 gehörte Manoussis, u. a. neben Heiner Müller und Walter Womacka, zur Redaktion der vom Zentralrat der FDJ herausgegebenen Monatsschrift Junge Kunst.
Manoussis besuchte 1957, 1959 und 1960 Rügen. Einige seiner dabei geschaffenen Holzschnitte erwarb das Kulturhistorische Museum Stralsund.
Als Grafiker und Kunstjournalist war er Art Director und regelmäßiger Autor der illustrierten griechischsprachigen Zeitschrift Πυρσός (Die Fackel), die 1961–1968 in Dresden unter der Ägide der Kommunistischen Partei Griechenlands erschien. Nach 1969 zog Manoussis in die Schweiz. Es liegen seitdem keine Informationen zu ihm vor.

## Werke (Auswahl)

### Druckgrafik und Zeichnungen
- Mütter / 20 Jahre Griechenland (Zyklus von Siebdrucken, 1958) u. a.[5]
- Freiheitskampf des zyprischen Volkes (Zyklus von Holzschnitten, 1957) u. a.[6][7]
- Ilura (Serien von Holzschnitten, 1956) u. a.[8]
- Unsere Mütter fordern: Frieden! (Tuschzeichnung, 55,4 × 41 cm; als Reproduktion veröffentlicht in: Frieden der Welt. Internationale Grafik, VEB Verlag der Kunst, Dresden, 1959)

### Buchillustrationen (mutmaßlich unvollständig)
- Gottfried Herold: Der Eselsjunge von Panayia. Dietz-Verlag, Berlin, 1959 (mit Reproduktionen von neun Holzschnitten)
- Auguste Lazar: Die Schreckensherrschaft und das Glück der Anette Martin. Der Kinderbuchverlag, Berlin, 1963 (Robinsons billige Bücher Band 65)
- Herbert Otto: Griechische Hochzeit. Aufbau-Verlag, Berlin, 1964

## Ausstellungen
- 1957 und 1959: Dresden, Bezirkskunstausstellungen
- 1957: Berlin, Ausstellungspavillon Werderstraße („Junge Künstler der DDR“)
- 1957: Moskau (internationale Ausstellung zu den Weltfestspielen)
- 1958: Berlin, Deutsche Akademie der Künste, Jahresausstellung
- 1958/1959: Dresden, Vierte Deutsche Kunstausstellung
- 1959 und 1960: Stralsund, Kulturhistorisches Museum, bzw. Dresden, Schloss Pillnitz („Kunst ist Waffe. Dresdner Künstleraktiv 1957“)
- 1961: Berlin, Akademie der Künste („Junge Künstler in der DAK“)